# Maxime Weygand
Maxime Weygand (Bruxelles, 21 gennaio 1867 – Parigi, 28 gennaio 1965) è stato un generale francese.
È stato un personaggio importante delle due guerre mondiali, e membro dell'Académie française.

## Biografia

### Infanzia

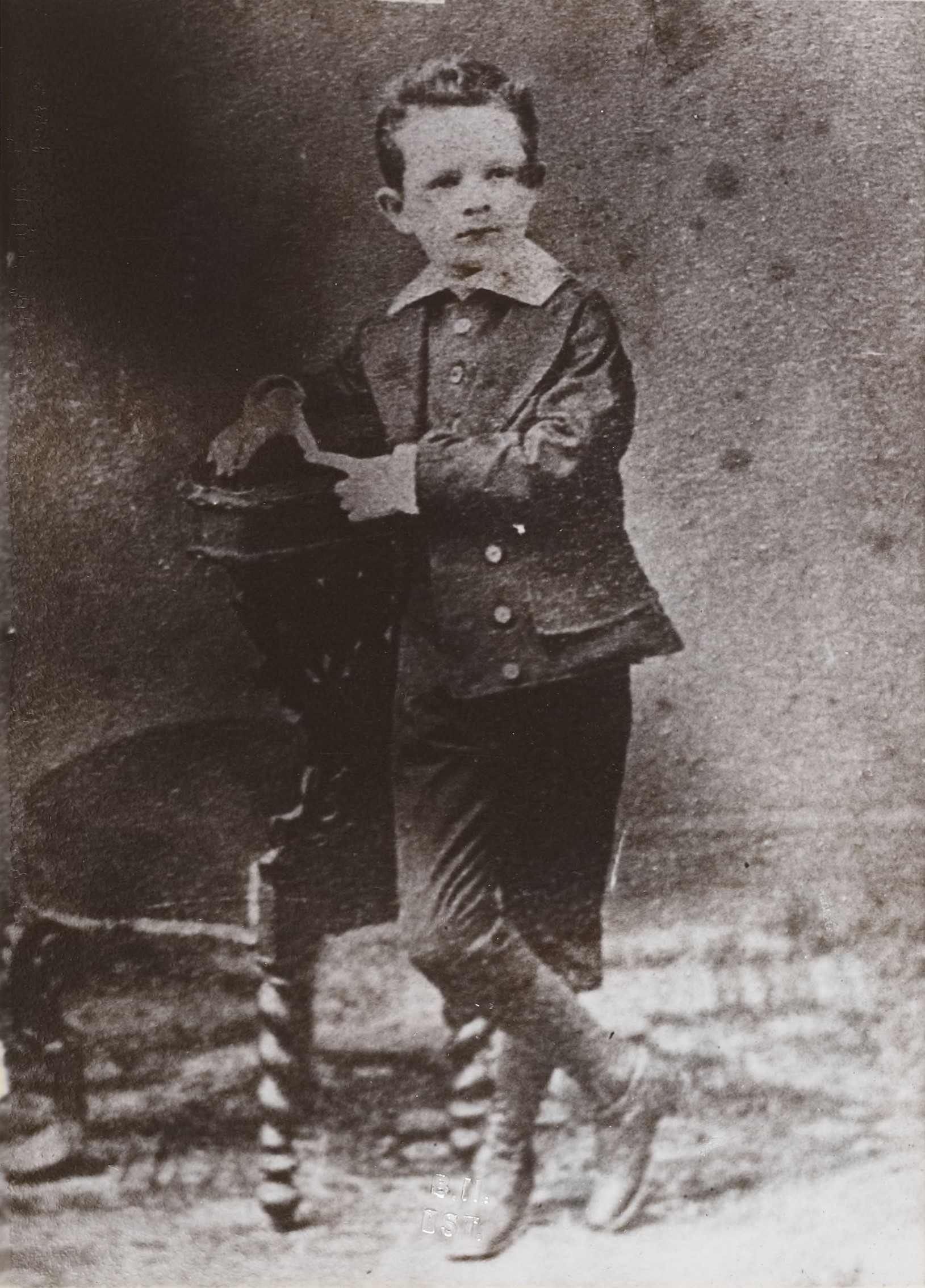
Maxime in tenera età

Nacque nella capitale del Belgio da genitori ignoti; sono state fatte molte ipotesi sull'identità della madre e del padre: secondo Charles Fouvez, che ha scritto nel 1967 il libro Le Mystère Weygand, egli sarebbe il figlio illegittimo del re Leopoldo II del Belgio, e della Contessa Kosakowska, sposa d'un nobile russo d'origine lituana; secondo Bernard Destremeau, autore d'una biografia di Weygand pubblicata negli anni Ottanta, vi sarebbero almeno quattro ipotesi, fra le quali la più verosimile - perché basata sulle confidenze dello stesso re Alberto II - sarebbe che Weygand fosse nato dal colonnello Van der Smyssen, e dall'imperatrice Carlotta del Messico.
Nel 2003 il giornalista francese Dominique Paoli affermò invece, che fosse figlio di Smyssen, e di Mélanie Zichy-Metternich, dama di compagnia di Carlotta e figlia del Cancelliere austriaco Klemens von Metternich; Paoli, inoltre, asserì che fosse nato intorno alla metà del 1865, e non nel gennaio del 1867, come ufficialmente conclamato. Durante tutto l'arco della sua vita, Weygand dichiarò di non conoscere l'identità dei suoi genitori.
Fu affidato fin dalla nascita alla nutrice Madame Virginie Saget, che l'allevò fino all'età di sei anni, e che egli considerò per molto tempo una mamma. Successivamente il giovane Maxime venne condotto in Francia, dove divenne il pupillo di David Cohen di Leon, commerciante ebreo di Marsiglia; stranamente, Weygand nelle sue Mémoires non fa alcun cenno ai suoi tutori, mentre rende grandi omaggi alla sua governante e al cappellano del suo Liceo, che gli trasmisero la fede cattolica.

### Carriera militare

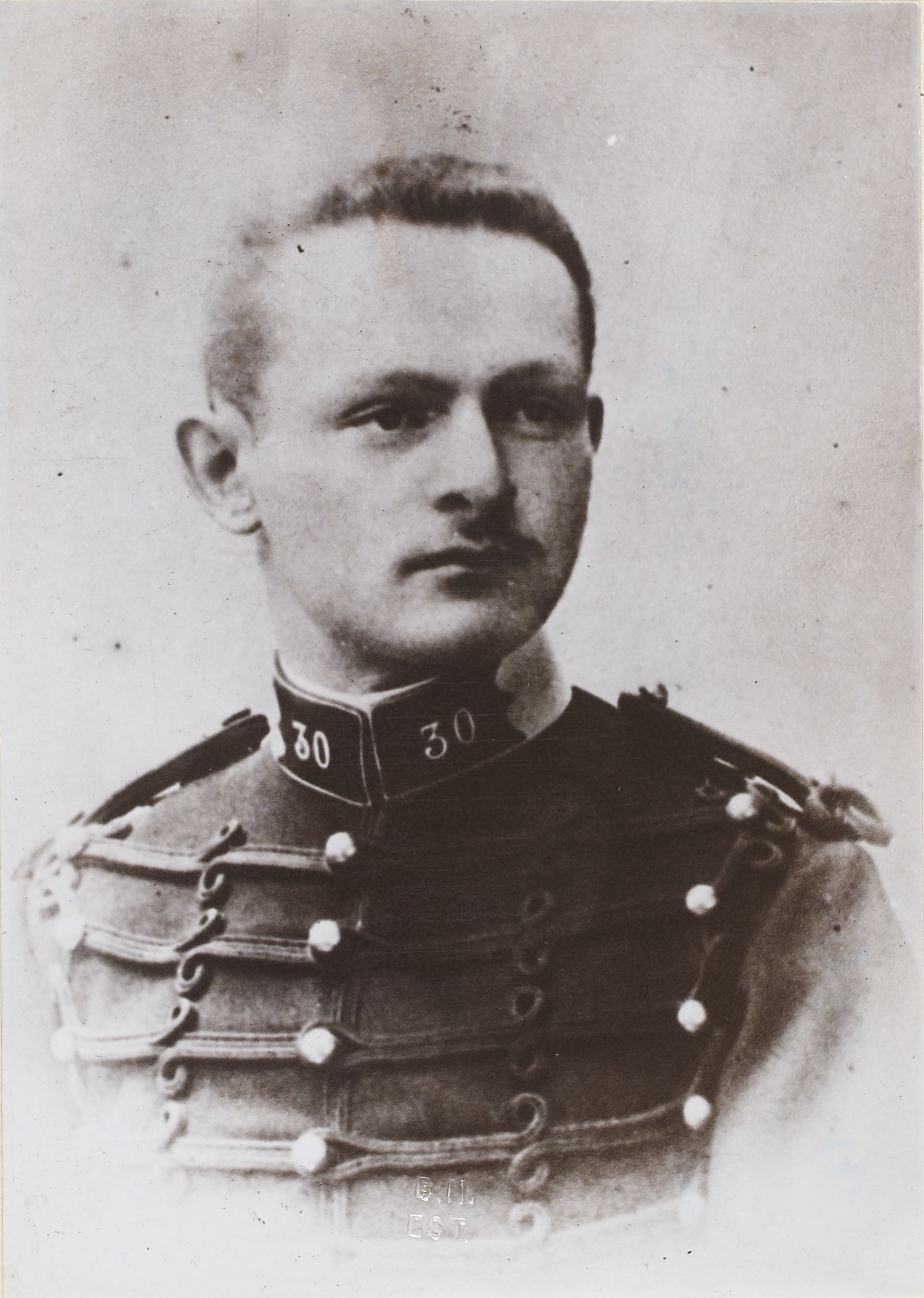
Il giovane ufficiale Weygand nel 1892 circa

Dopo gli studi effettuati in diversi licei, entrò con il nome di Maxime de Nimal all'Accademia militare di Saint-Cyr come allievo straniero (belga), uscendone nel 1887 con il grado di sottotenente di cavalleria e assegnato al 4º reggimento dei Dragoni. Il 18 ottobre 1888, Maxime de Nimal fu riconosciuto da un contabile, impiegato di David Cohen, tale François-Joseph Weygand (1846-1915), nato da un'antica famiglia alsaziana di Rhinau. Questa legittimazione gli fornì una vera identità e consentendogli, secondo i suoi desideri, di acquisire immediatamente la nazionalità francese. Maxime tuttavia non avrà mai alcuna relazione personale con questo padre adottivo.
La carriera militare lo condusse a Chambéry, Saint-Étienne, Lunéville, Saumur, Niort e Nancy. Tenente nel 1891, fu nominato capitano nel settembre 1896. Al momento dell'affare Dreyfus, si schierò fra gli antidreyfusardi, partecipando a una sottoscrizione a favore della vedova del colonnello Henry, suicidatosi quando fu scoperta la sua falsificazione del documento che accusava Dreyfus. Questa iniziativa costò a Weygand l'unica sanzione che abbia mai subito: quattro giorni di arresti, inflitti dietro ordine del ministro della Guerra, Charles de Freycinet, «per aver preso parte a una sottoscrizione che aveva carattere politico».
Due anni dopo, il 12 novembre 1900, mentre era capitano presso il 9º reggimento Dragoni à Vitry-le-François, sposò a Noyon, nell'Oise, Marie-Renée-Joséphine de Forsanz, di ventiquattro anni, figlia del colonnello comandante il reggimento. Nacquero due figli: Édouard, nato nel 1901, che diventò industriale, e Jacques, nato nel 1905, che seguendo le orme del padre intraprese la carriera militare, raggiungendo il grado di maggiore e lasciando l'esercito dopo la Liberazione. Dal 1902 al 1907 e dal 1910 al 1912, periodi durante i quali venne promosso maggiore (maggio 1907) e, successivamente tenente colonnello (maggio 1912), Weygand divenne istruttore all'École de cavalerie de Saumur. Nel 1913 diventò cavaliere della Légion d'honneur, entrando al Centre des hautes études militaires, dove venne notato dal generale Joffre.

### Prima guerra mondiale
All'inizio della prima guerra mondiale, Weygand era tenente colonnello, e comandante in seconda del 5º reggimento ussari, a Nancy, con il quale partecipò alla battaglia di Morhange. A seguito della rapida riorganizzazione dei comandi francesi voluta dal generale Joffre per evitare una probabile disfatta, fu promosso colonnello, e destinato dal 28 agosto 1914 presso il generale Foch, da cui venne nominato capo di stato maggiore alla IX Armata il 21 settembre 1914, e poco dopo al gruppo armate del Nord. Promosso generale di brigata nel 1916, Weygand dovette, suo malgrado, seguire Foch nella sua temporanea disgrazia durante i primi mesi del 1917: infatti l'accompagnò durante una missione confidenziale a Berna, per esaminare l'eventualità d'una violazione del territorio elvetico da parte dell'esercito tedesco.
Nel maggio 1917, dopo lo scacco subito dal generale Nivelle, Pétain, nuovo comandante in capo, richiamò Foch come capo di stato maggiore generale. Weygand divenne uno dei sotto capi di stato maggiore, e fu promosso generale di divisione a titolo temporaneo. Il 6 e 7 novembre 1917, assieme al maresciallo Foch, partecipò alla Conferenza di Rapallo, convocata per sostenere il fronte italiano dopo la disfatta di Caporetto, nel corso della quale vennero decisi consistenti aiuti militari all'esercito italiano, oltre alla creazione di un Consiglio Superiore di Guerra interalleato.

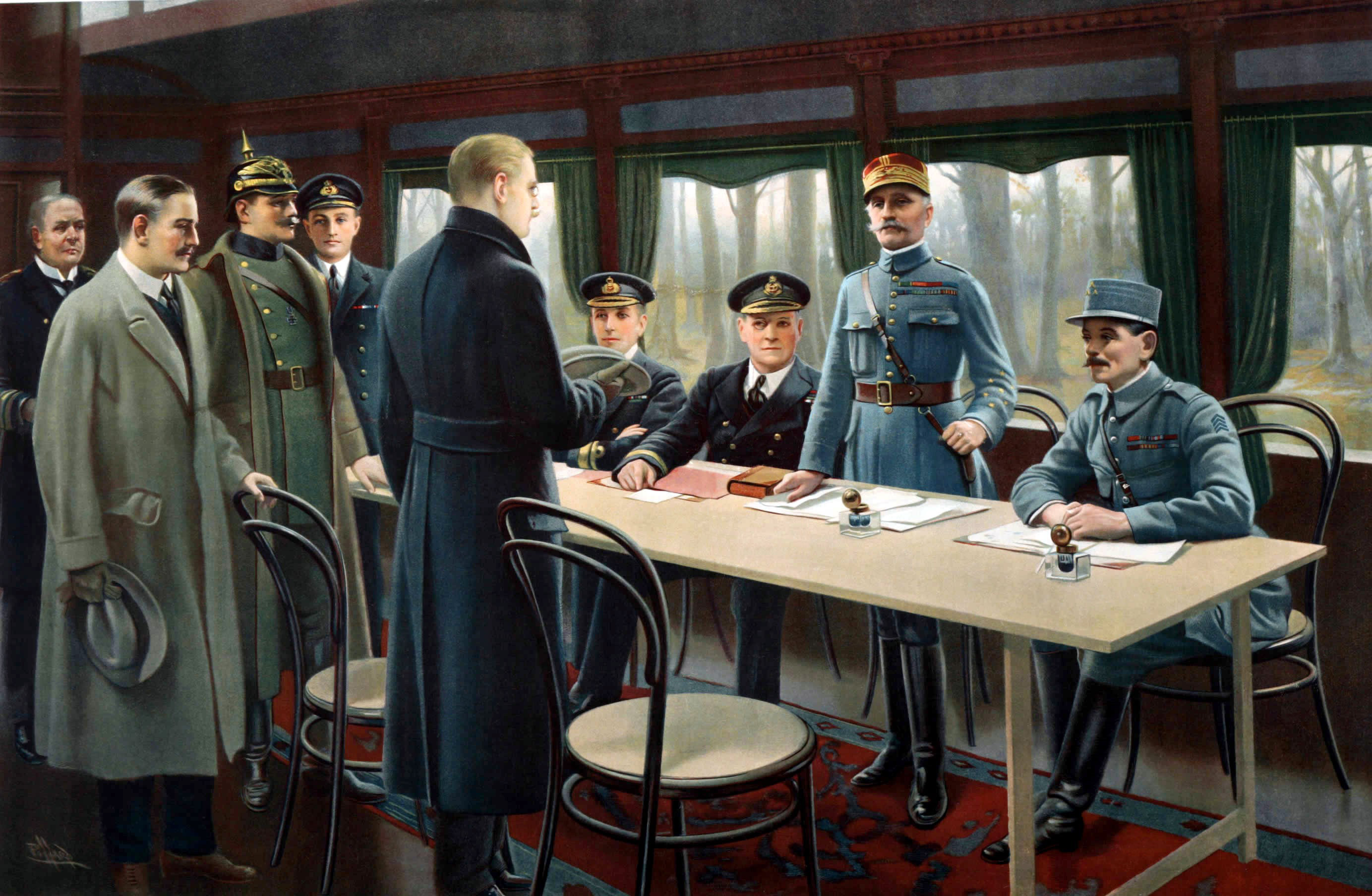
Dipinto rappresentante la firma dell'armistizio del 1918 nel vagone-sala del Maresciallo Foch. Dietro il tavolo, da destra a sinistra, il generale Weygand, il maresciallo Foch, gli ammiragli britannici Wemyss, G.Hope e J.Marriott. Davanti, da destra a sinistra, il ministro della Germania Matthias Erzberger, il maggior generale Detlof von Winterfeldt dell'armata imperiale (con il casco), il conte Alfred von Oberndorff, degli Affari esteri e il capitano di vascello Ernst Vanselow della Marina imperiale.

In seguito alla riunione tenuta a Doullens il 26 marzo 1918, allorché il comando in capo delle armate alleate, con il titolo di generalissimo, affidato a Foch, Weygand, suo diretto collaboratore, fu nominato al posto chiave di maggior generale delle armate alleate. L'8, 9 e 10 novembre 1918, Weygand assistette Foch nei negoziati d'armistizio, dando lettura ai tedeschi delle condizioni d'armistizio, nella foresta di Compiègne, nel vagone di Rethondes. Weygand è così un raro esempio nella storia dell'esercito francese, di scalata ai più alti gradi della gerarchia militare, da parte di un ufficiale che non aveva mai avuto un comando operativo in battaglia. Ciò sarà ironicamente sottolineato dal generale de Gaulle nelle sue Memorie.

### Fra le due guerre

#### Guerra sovietico-polacca
Nel 1920, il generale Weygand, nominato consigliere militare di Józef Piłsudski in Polonia, venne chiamato a comandare la «Missione militare francese», un gruppo d'ufficiali francesi mandati in aiuto all'esercito polacco in rotta di fronte alle armate russe. In quel momento la Polonia, che nel 1918 era entrata in guerra contro la Russia bolscevica, era sul punto di essere sconfitta dalle forze sovietiche del maresciallo Tuchačevskij. L'intervento francese aiutò i Polacchi a vincere la battaglia di Varsavia, dopo la quale i sovietici chiesero un armistizio e i polacchi si annetterono una gran parte dell'Ucraina e della Bielorussia.
Il reale ruolo svolto dalla Missione militare francese è stato messo in discussione. Alcuni ufficiali polacchi hanno sostenuto che la battaglia di Varsavia sia stata vinta solo da essi, prima che la missione francese avesse potuto dare il suo contributo ai piani di battaglia, punto di vista condiviso anche dallo storico Norman Davies. D'altro canto, gli storici francesi sostengono che i numerosi ufficiali francesi della «Missione militare», resi esperti dalle battaglie combattute sul fronte occidentale, abbiano inquadrato ed istruito una gran parte dell'esercito polacco, quindi abbiano contribuito alla sua riorganizzazione. Questo senza considerare che gran parte dell'aviazione polacca era composta da piloti francesi e statunitensi.

#### In tempo di pace
Weygand venne promosso generale di Corpo d'armata nel 1920, e generale d'armata nel 1923. In Siria sostituì il generale Gouraud, nell'incarico di Alto Commissario di Francia. Nel 1924, entrò nel "Consiglio Superiore di Guerra", e nel 1925, venne chiamato a dirigere il "Centro di alti studi militari", quindi promosso Capo di Stato maggior generale dell'esercito nel 1930. L'11 giugno 1931, insieme al romanziere Pierre Benoît, fu eletto nell'Académie française all'unanimità dei votanti per succedere al maresciallo Joffre al posto 35. Fino al 1935, mantenne la carica di vice presidente del Consiglio Superiore di Guerra, e in questa veste, denunciò il pericolo hitleriano, condannando il riarmo della Germania. Si ritirò il 21 gennaio 1935, lasciando il posto al generale Gamelin, ma venne mantenuto in servizio senza limite d'età. Nel 1938, manifesta la sua fiducia nella capacità dell'esercito francese di vincere in caso di conflitto.

### Seconda guerra mondiale

#### Drôle de guerre
Dietro sua domanda, Weygand fu richiamato in servizio attivo dal presidente Édouard Daladier nell'agosto 1939 al fine di comandare le forze francesi in Medio Oriente. Venne poi nominato capo del Teatro d'Operazioni del Mediterraneo Orientale, con l'incarico di coordinare dal suo Quartier generale situato a Beirut, la presenza militare francese nel Levante e nei Balcani. Nell'ottobre 1939, si recò in Turchia, per firmare il trattato di mutua assistenza fra la stessa Turchia, la Francia e la Gran Bretagna. Nei mesi seguenti, tentava di mettere in campo diversi piani d'azione militare volti all'apertura di un fronte d'Oriente che avrebbe potuto prendere alle spalle la Germania ed i suoi alleati, preparando in particolare dei progetti di sbarco francesi a Salonicco e in Romania, così come un'offensiva contro i campi petroliferi sovietici del Caucaso, dato che allora l'URSS era legata alla Germania dal Patto Molotov-Ribbentrop. Le forze limitate di cui disponeva (appena tre divisioni) fecero sì che questi piani ambiziosi restassero solo allo stato di progetto.

#### Richiamo in Francia e assunzione del Comando
Alla metà del mese di maggio 1940, la situazione militare in Francia era così compromessa che il comandante supremo, il generale Maurice Gamelin, giudicato troppo attendista, venne destituito ed il settantatreenne Weygand, che si trova in Siria, fu chiamato il 17 maggio dal presidente del consiglio Paul Reynaud a sostituirlo. Le divisioni corazzate tedesche, dopo aver rotto il fronte il 13 maggio a Sedan, proseguirono la loro avanzata a ovest tagliando in due l'esercito francese, e circondandone buona parte in Belgio assieme alle truppe britanniche della B.E.F. - British Expeditionary Force che vi si trovavano al comando del feldmaresciallo Gort.
Il 18 maggio Weygand era giunto a Il Cairo per conferire con il generale A. P. Wavell, comandante delle forze armate britanniche in Egitto, quando gli fu comunicato un ordine urgente del primo ministro francese Reynaud che lo convocava a Parigi. Weygand partì immediatamente, sperando che il suo aereo potesse raggiungere la capitale francese quella stessa sera, dopo aver effettuato il rifornimento carburante a Tunisi. Purtroppo il volo incappò in forti venti contrari, e l'aereo dovette invertire la rotta, per effettuare un nuovo rifornimento a Mersa Matruh, in Egitto, perdendo ulteriormente tempo prezioso. L'aereo di Weygand giunse sull'aeroporto di Etampes, in Francia, la mattina del 19 maggio, ma durante la fase di atterraggio il carrello dell'aereo cedette, e Weygand dovette uscire dall'aereo arrampicandosi su una torretta della mitragliatrice, sballottato ma vivo.
Un primo incontro con il Capo di Stato Maggiore, generale Maurice Gamelin, avvenne alle 15.30 di quello stesso giorno presso il Q.G. di Vincennes. Il colloquio tra i due durò alcune ore, nel corso delle quali Gamelin lo informò del quadro generale della situazione.
Weygand si rese immediatamente conto della vastità del disastro che incombeva sulla Francia, quindi nel pomeriggio si recò a La Ferté-sous-Jouarre, sede del Q.G. del comando del fronte nord-orientale, retto del generale Alphonse Georges, comandante in capo francese del settore nordest. Dopo il colloquio con Georges, Weygand rientrò a Parigi alle 18.30 per incontrare Reynaud ed il Maresciallo Philippe Pétain, il quale, su esplicita richiesta del primo ministro, era entrato a far parte del governo francese come suo vice.
Durante la riunione Reynaud chiese a Weygand di sostituire Gamelin alla testa dell'Armée de Terre, prendendo in mano le redini dell'esercito. Dopo una lunga discussione, Weygand disse: "Molto bene, accetto la responsabilità che mi conferite. Non sarete sorpreso se non prometto vittoria, e non vi offro nemmeno speranza di vittoria". Con queste parole, in verità non molto ottimistiche, Weygand completamente sfinito si ritirò per andare a dormire. Il mattino dopo (20 maggio), Weygand si recò a Vincennes dove ebbe un freddo e breve colloquio con Gamelin, il quale gli rimise formalmente l'incarico.
Il primo atto di Weygand, che ignorava l'esatta situazione del 1º Gruppo di Armate francesi (generale Billotte), fu di annullare l'ultimo ordine (noto come "Ordine personale e segreto n. 12"), emanato da Gamelin alle 9.45 del 19 maggio, e diretto a Georges, che prevedeva una controffensiva. Da notare che questa direttiva fu l'unico ordine diretto mai dato da Gamelin a Georges, anche se in realtà più che di un ordine si trattava di una serie di considerazioni personali e suggerimenti tattici. I rapporti tra i due generali erano inesistenti, e si parlavano a malapena.
Tale ordine aumentò la confusione in cui erano già immersi Georges e i suoi ufficiali subordinati. Tuttavia Weygand emanò immediatamente un altro ordine, che una volta attuato portò qualche conforto ai suoi comandanti sul campo: le strade che portavano al fronte dovevano essere immediatamente sgomberate, i civili avevano il permesso di percorrerle solo tra le sei di sera e la mezzanotte. Se Gamelin avesse preso subito una tale decisione le conseguenze sulle prime fasi della campagna di Francia sarebbero state considerevoli. Fino a quel momento una parte del successo tedesco era dovuto al fatto che i rinforzi alleati, in particolare artiglieria e mezzi corazzati, avevano perso una enorme quantità di tempo per avanzare sulle strade intasate dalle colonne di profughi.
Subito dopo Weygand si recò al Q.G. di Georges, a La Ferté, dove un breve incontro con il generale lo convinse definitivamente dell'urgenza di avere un colloquio personale diretto con i comandanti del nord, per avere un quadro chiaro e diretto della situazione e nel pomeriggio informò Reynaud della sua decisione. Il progetto era di recarsi in treno ad Abbeville, ma il primo ministro fortunatamente lo dissuase. Weygand ignorava che le forze corazzate di Guderian avevano, in quel momento, come obbiettivo proprio Abbeville. Weygand accettò di compiere il tragitto in aereo e chiese all'Armée de l'Air di mettergli a disposizione un veloce apparecchio. Subito dopo inviò messaggi a Re Leopoldo del Belgio, a Lord Gort e al generale Billotte, chiedendo di incontrarsi a Ypres, nel pomeriggio del giorno seguente, il 21 maggio. Weygand considerava di primaria importanza l'incontro con Lord Gort. Le intenzioni del comandante del corpo di spedizione britannico B.E.F. dovevano essere al più presto chiarite.  Dopo aver passato la notte presso il Q.G. di Vincennes, si recò all'aeroporto di Le Bourget, dove alle 6.30 apprese che nessuno aveva comunicato i dettagli della missione. Dopo una riunione improvvisata in un hangar dell'aeroporto con il capitano Lafitte, suo pilota, e il capitano Véniel, comandante della scorta aerea proveniente dalla base di Buc, venne concordato che il velivolo con a bordo il Generale Weygand avrebbe fatto rotta verso Abbeville, seguendo la valle della Somme, poi si sarebbe diretto in direzione di Cambrai o Valenciennes. Infine, dopo aver effettuato una ricognizione sull'area di Lens-Béthune, l'aereo sarebbe atterrato sull'aeroporto di Norrent-Fontés per fare rifornimento. il comando supremo aveva preso accordi che Weygand fosse prelevato lì e condotto in automobile fino a Ypres per l'incontro con i comandanti alleati.
Alle 9.00 del mattino del 21 maggio, a bordo di un bombardiere Amiot 354 fornito dal centro di collaudo di Saint-Inglevert, Weygand decollò dall'aeroporto di Le Bourget con la scorta di otto caccia Bloch 152 sotto il comando del capitano Victor Véniel. Quando gli aerei giunsero sopra Abbeville sembrava che intorno alla città si stessero svolgendo pesanti combattimenti, con le strade tutt'attorno congestionate di mezzi corazzati, e trasporti militari recanti l'insegna, sui tettucci e sulle torrette, delle croci quadrate nere. Ciò costituì uno shock per i francesi con non si erano ancora resi conto che le forze tedesche erano avanzate fino a quel punto. Gli aerei virarono a nordest in direzione di Arras, venendo inquadrati dal fuoco contraereo di un gruppo di corazzati nemici. Alcune schegge di un proiettile da 20 mm penetrarono nell'Amiot, a pochi centimetri da dove si trovava Weygand, seduto al tavolo del navigatore, assorto sulle mappe. Il generale francese non alzò neppure la testa, il pilota diede gas ai propulsori e il velivolo balzò in avanti, lasciando la pericolosa situazione. Quindi la formazione passò a sud di Arras, sorvolando altri convogli militari ma, benché si scorgessero qua e là degli incendi, la situazione appariva tranquilla.
A Cambrai, pochi chilometri più in là, la situazione era di tutt'altro genere. Il centro cittadino era avvolto dagli incendi, mentre i combattimenti sembravano estendersi nella campagna circostante, anche se il fumo che si alzava tutt'intorno rendeva difficile osservare chiaramente quello che stava accadendo. Gli aerei furono inquadrati dalla contraerea, e la formazione si diresse verso ovest, puntando su Norrent-Fontés, presso la frontiera con il Belgio. A Norrent-Fontés Weygand trovando l'aeroporto presidiato solo da una sentinella, posta a guardia del deposito carburante (circa 20.000 litri stoccati in fusti da 20 litri), assieme al suo aiutante di campo, si allontanò dall'aeroporto a bordo di uno scassato camion, guidato dalla medesima sentinella, per cercare un telefono con cui mettersi in contatto con il comando del I Gruppo di Armate. Nel corso della comunicazione, fortemente disturbata, venne a sapere che il generale Billotte aveva mandato alcuni automezzi alla sua ricerca, ma nessuno conosceva la direzione che aveva preso. Rientrato sull'aeroporto, con i tedeschi a circa dieci chilometri di distanza, Weygand diede ordine di decollare per raggiungere il campo d'aviazione di Saint-Inglevort, nei pressi di Calais.
Prima della partenza per raggiungere Ypres, Weygand strinse la mano a ogni pilota, dando loro istruzioni di attenderlo fino alle ore 19: se non fosse rientrato per quell'ora avrebbero dovuto far rientro a Le Bourget senza di lui. Weygand raggiunse subito il Municipio di Calais, dove si trovava il Quartier Generale alleato. Lì ebbe un colloquio con il generale Champon, capo della missione militare francese presso l'esercito belga, il quale gli riferì che Re Leopoldo lo avrebbe atteso fino alle ore 15 presso  il Municipio di Ypres. Weygand raggiunse Ypres, su strade incredibilmente intasate di profughi.

### Conferenza di Ypres
Il re del Belgio Leopoldo III si trovava ancora ad Ypres, assieme ad alcuni membri del suo Stato Maggiore, e qualche ministro, quando arrivò Weygand. Mancavano sia il comandante del I Gruppo di Armate, generale Billotte, sia il comandante del B.E.F., Lord Gort. Il solo inglese presente era l'ammiraglio Sir Roger Keyes, che era al seguito del sovrano belga, ma senza alcun potere decisionale. Nelle quattro ore successive Weygand ebbe quattro distinti colloqui con i belgi. Nel primo incontro Weygand cercò inutilmente di convincere Re Leopoldo III, assistito dal suo aiutante di campo generale Van Overstraten, a ritirare l'esercito belga dalla linea della Schelda, le cui difese erano troppo poco estese, raggiungendo una nuova posizione più ad ovest. Ciò avrebbe permesso di liberare due divisioni inglesi per la progettata offensiva meridionale.  Re Leopoldo III obiettò che l'esercito belga era stremato per le lunghe marce, proponendo un piano alternativo che prevedeva di ripiegare su Ostenda, dove le sue forze avrebbero formato una grande "testa di ponte". Weygand cercò nuovamente di persuadere il Sovrano a ritirare l'esercito sulla linea del fiume Yser, come già era avvenuto nel 1914. La prima riunione si concluse senza che venisse presa alcuna decisione importante. Purtroppo, secondo il primo ministro belga Hubert Pierlot che vide Re Leopoldo III pochi minuti dopo l'incontro, affermò: "il Re considerava la posizione delle armate nelle Fiandre quasi, se non del tutto, disperate". A questo punto arrivò il generale Billotte, accompagnato dal comandante del XVI Corpo d'Armata francese, generale Fagalde. Weygand non perse tempo nel delineare il suo obiettivo a Billotte: esso prevedeva l'avanzata della I Armata francese verso sud, da Cambrai, unitamente ad un'offensiva verso nord lanciata dalla forze francesi dalla Somme. La tenaglia avrebbe dovuto chiudersi nella regione di Bapaume.
Billotte, esausto e turbato, gli disse apertamente che la I Armata non era in condizioni di lanciare alcun attacco e, in effetti, avrebbe solamente mandato i suoi uomini al massacro. Secondo lui la sola forza in grado di lanciare una tale controffensiva su larga scala era il Corpo di Spedizione inglese del generale Gort. Tutto dipendeva quindi, dall'atteggiamento di Gort, che non era ancora arrivato a Ypres. Weygand attese il comandante inglese fino alle ore 19, e stava riflettendo sulla possibilità di pernottare ad Ypres, quando l'Ammiraglio Abrial, comandante della Flotta francese del Nord, giunse con la notizia che al generale non sarebbe più stato possibile andarsene in aereo perché vi erano stati pesantissimi bombardamenti sui campi d'aviazione ancora efficienti nella regione. Abrial gli mise a disposizione una torpediniera da 600 tonnellate con cui il Generale, raggiunta Dunkerque quando ormai era notte, partì tra le bombe che cadevano sulla rada raggiungendo Cherburg quando albeggiava. Da qui Weygand proseguì il suo viaggio per Parigi su strada, arrivando nella capitale alla 10 del 22 maggio.

### Controffensiva
Intanto Lord Gort aveva già lanciato, per accordi presi in precedenza con il generale Billotte, un limitato contrattacco nel settore di Arras. L'attacco prevedeva l'utilizzo dalla cosiddetta Frankforce al comando del generale Harold Franklyn, che sarebbe stata coadiuvata da un attacco verso Cambrai del V Corpo d'Armata francese del generale René Altmayer. Purtroppo Altmayer, in preda ad una profonda crisi nervosa, non fu in grado di fornire alcun aiuto agli inglesi. La Frankforce attaccò alla 14 del 21 maggio, con forze considerevolmente più ridotte del previsto. Malgrado i successi iniziali l'offensiva si arrestò ben presto. Per Lord Gort, invece, il contrattacco era stato un fallimento, e significava la fine di ogni speranza di sfondamento verso sud. Gort non sapeva nulla dei tentativi fatti da Weygand per contattarlo. La sera prima aveva ricevuto copia del telegramma di Churchill all'ammiraglio Keyes, con cui il primo ministro avvisava che Weygand voleva vedere Re Leopoldo III, ma da allora nessuna altra notizia. Si scoprì che il messaggio di Weygand a Gort era andato disperso a causa del caos che regnava nelle comunicazioni.
Anche il generale belga van Ovestraten aveva provato a contattare Gort per telefono, senza successo, e alla fine si era deciso ad andare a cercarlo in auto, assieme all'ammiraglio Keyes. Inizialmente si diressero ad Hazebrouk, dove - così era stato riferito loro - si trovava il Quartier Generale di Gort, ma questi non si trovava più lì. Localizzarono il comandante del Corpo di Spedizione a Présques, tra Lilla e Armentières, quindi lo portarono ad Ypres per scoprire che Weygand era partito un'ora prima. Gort fu messo al corrente del piano offensivo sviluppato da Weygand dal generale Billotte. Il comandante inglese fu ben lungi dell'esserne contento, ma i belgi accettarono, seppur con riluttanza di ritirarsi sul Lys, e Gort fu caldamente invitato a prestare il massimo aiuto al generale Fagalde. Alla fine Gort acconsentì, e la riunione terminò così, senza che fossero state raggiunte conclusioni soddisfacenti. Purtroppo sulla via del ritorno per Béthune la vettura di Billotte sbandò e si schiantò contro un camion. Ferito gravemente alla testa, il Generale Billotte morì due giorni dopo, senza aver ripreso conoscenza. Il generale Blanchard, che gli succedette, non aveva assistito alla conferenza di Ypres, e neppure all'incontro con il comandante del BEF - British Expeditionary Force Lord Gort.
Il 21 maggio, dopo che il Capo del Governo, Paul Reynaud aveva elencato ai parlamentari inorriditi i disastri capitati all'esercito francese, presentò i due comandanti che avrebbero dovuto salvare l'onore della Francia: Philippe Petain e Maxime Weygand che possedeva "i segreti del Maresciallo Foch". Al suo rientro a Parigi, la mattina del 22 maggio, Weygand ebbe un incontro nella sala strategica del comando supremo francese a Vincennes con una delegazione inglese di alto livello. Erano presenti il Primo Ministro Winston Churchill, il generale John Dill e Lord Ismay, capo della sezione militare del segretariato del gabinetto di guerra. Weygand impressionò moltissimo la delegazione inglese, che concordò pienamente con il suo piano offensivo, noto sotto l'intestazione di "Operazione generale n.1".
Il 24 maggio Weygand dovette rinunciare a ogni offensiva, in quanto le armate franco-britanniche intrappolate in Belgio dovevano cercare la salvezza attraverso la Manica, cui alla successiva Dunkerque. Il 25 maggio si svolse un Consiglio di Guerra all'Eliseo, partecipandovi il presidente della Repubblica Albert Lebrun, il presidente del Consiglio Paul Reynaud, il vice presidente del Consiglio Philippe Pétain, il ministro della Marina César Campinchi ed il generale Weygand. Durante questa riunione si avanzò per la prima volta l'ipotesi di chiedere un armistizio. Nei giorni seguenti Paul Reynaud, che non intendeva acconsentire alla richiesta di armistizio, avanzò l'idea della creazione d'un ridotto bretone, opzione giudicata irrealizzabile da Weygand.

### Conferenza di Briare
Dopo l'evacuazione di 340.000 franco-britannici a Dunkerque, la Wehrmacht lanciò un'offensiva il 5 giugno contro un esercito francese molto indebolito, perché gran parte dell'armamento era stato perso in Belgio e nelle Fiandre. Il colonnello de Gaulle, promosso generale di brigata, entrò nel governo con l'incarico di sottosegretario alla Difesa. Il 10 giugno, il governo francese lasciò Parigi dichiarandola città aperta. Lo stesso giorno, l'Italia entrò in guerra contro la Francia e la Gran Bretagna. L'11 giugno, si svolse a Briare un Consiglio Supremo franco-alleato al quale parteciparono Churchill ed Eden. Nel corso di questo Consiglio, emersero tensioni tra francesi ed inglesi, ma anche profonde divergenze tra i militari e i dirigenti politici francesi.
I francesi chiesero l'intervento massiccio delle forze aeree della RAF, le sole capaci di ribaltare l'andamento della battaglia. Davanti al rifiuto di Churchill che desiderava risparmiare le 25 squadriglie di caccia inglesi per la difesa ulteriore del Regno Unito, l'alleanza franco-inglese si spezza. Nondimeno Churchill ottiene da Paul Reynaud l'assicurazione che il Governo francese non avrebbe preso alcuna decisione definitiva senza informare i britannici, promettendogli che il Regno Unito vincitore avrebbe restaurato la Francia «in her dignity and greatness». Reynaud voleva continuare a tutti i costi la guerra, e abbandonata l'idea del ridotto bretone, pensava al proseguimento dei combattimenti dall'Impero francese, mentre il maresciallo Pétain ed il generale Weygand proposero a un armistizio rapido, al fine di evitare sia l'annientamento che l'occupazione totale del Paese. Paul Reynaud quindi ricordò a Weygand che la decisione d'un armistizio spettava solo al Presidente del Consiglio, e non al comandante in capo dell'esercito.
Churchill osservò che l'unico membro del governo francese che non piombò nel totale pessimismo, fu de Gaulle, generale di fresca nomina. Come il primo ministro britannico, questi pensava in termini planetari, non limitando il conflitto, che egli considerava mondiale, a una semplice questione franco-tedesca. Weygand credette al contrario di assistere a nient'altro che a un nuovo episodio del ciclo cominciato nel 1870, e come il maresciallo Pétain, non comprese che la posta del 1940 (la servitù perpetua della Francia in un'Europa nazificata) non aveva niente a che vedere con quella del 1870 (perdita di tre dipartimenti) o del 1914. Tanto Churchill quanto de Gaulle nelle loro memorie descrissero un Weygand disfattista, anglofobo e antirepubblicano.

### Armistizio
Durante le riunioni del Consiglio dei Ministri che si svolsero nei giorni seguenti, Weygand ribadì ufficialmente la necessità di un armistizio, sia per ragioni militari che civili. Con la disfatta delle armate francesi, accompagnata dall'esodo dei profughi belgi e francesi, Weygand temette che il disordine si sarebbe diffuso in tutto il Paese. L'armistizio gli parve la condizione indispensabile per mantenere l'ordine. Basandosi su un'informazione falsa che non aveva verificato, invocò l'insediamento all'Eliseo del capo comunista Maurice Thorez, che sarebbe ritornato dall'Urss nei furgoni della Wehrmacht. Il presidente del consiglio Paul Reynaud gli oppose degli argomenti politici, il pericolo del nazismo, gli accordi con l'Inghilterra. Il maresciallo Pétain appoggiò Weygand, invocando l'incompetenza dei civili riguardo alle questioni d'ordine militare. Il governo si divise.
Il 15, a Bordeaux, Paul Reynaud, appoggiato da Georges Mandel accennò a una possibilità di proseguire la lotta al fianco della Gran Bretagna: l'esercito sarebbe capitolato nel territorio metropolitano, mentre il governo e il parlamento avrebbero raggiunto l'Africa del Nord. Weygand, rifiutò recisamente questa soluzione, giudicata disonorevole per l'esercito, poiché essa avrebbe coinvolto nella sconfitta solo le autorità militari. Gli sembrava onorevole solo l'armistizio, minacciando le sue dimissioni. Come Pétain, giudicava ugualmente inconcepibile che il governo lasciasse il territorio metropolitano francese. Una parte del governo si allineò alla proposta di Camille Chautemps, consistente nell'informarsi sulle condizioni d'un eventuale armistizio.
Sempre più isolato, Paul Reynaud dette le dimissioni il 16 giugno, lasciando il posto a Philippe Pétain, il quale annunciò il 17 giugno che era stata avanzata una domanda d'armistizio. Lo stesso giorno, Weygand fu nominato ministro della Difesa. Sebbene Weygand non credesse in una vittoria del Regno Unito, ormai isolato nella lotta contro la Germania nazista, ordinò tuttavia il trasferimento a favore della Gran Bretagna di tutti i contratti d'armamento stipulati dalla Francia presso le industrie belliche statunitensi, così come la consegna nei porti britannici di tutte le armi in corso di spedizione, poiché i porti francesi erano oramai sotto controllo tedesco.
Weygand rifiutò parimenti la dissidenza del generale de Gaulle, giudicandola prematura e anarchica, e vieppiù non ammetteva che de Gaulle pretendesse di parlare a nome della Francia. Il 19 giugno, gli ordinò  di ritornare da Londra, ignorando l'invito a proseguire la guerra che quest'ultimo gli aveva rivolto. Poco dopo, retrocedette de Gaulle al grado di colonnello, dopo convocò in sequenza due corti marziali per processarlo e, poiché la prima emise una condanna simbolica, lo fece condannare a morte dalla seconda il 2 agosto 1940, perché capo della Francia libera.

### Regime di Vichy
Weygand occupò il posto di ministro della Difesa nel governo di Vichy, per tre mesi (da giugno a settembre 1940). In seguito alla battaglia di Mers el Kébir in cui una parte della flotta francese fu affondata dagli inglesi, si oppose a quelli che auspicavano un rovesciamento di alleanze e uno schieramento a fianco dei tedeschi. Il 16 luglio, si oppose anche ai tedeschi, che richiedevano delle basi aeree nel Marocco, l'utilizzazione dei porti del Nordafrica, così come l'uso della ferrovia Rabat-Tunisi o l'impiego della flotta mercantile francese.
Il 5 settembre, fu nominato Delegato Generale nell'Africa francese. Nello stretto rispetto delle clausole d'Armistizio, era deciso a opporsi a ogni ingerenza, sia che venisse dagli inglesi o dai tedeschi, sia che fossero amici o nemici, impegnandosi anche a evitare il dilagare della dissidenza di de Gaulle, al quale si erano già allineati il Camerun, il Ciad, il Congo e l'Oubangui Chari. Ostile al governo repubblicano, condivise il progetto di Rivoluzione nazionale di Philippe Pétain e il suo progetto sociale, applicando la politica di Vichy in tutto il suo rigore in Africa del Nord.
Fece applicare le leggi razziali decise dal governo di Vichy, particolarmente quelle che escludevano gli ebrei dalle funzioni pubbliche, da quasi tutte le attività private e dall'università, e che ponevano i loro beni sotto sequestro (vedi: Leggi razziali). Andò anche oltre il rigore di Vichy, escludendo, senza alcuna legge, i ragazzi ebrei dalle scuole e dai licei, con l'appoggio del rettore Georges Hardy. Instaurò infatti, con una semplice circolare (n°343QJ del 30 settembre 1941), un «numero chiuso» scolastico che escludeva di fatto la quasi totalità dei ragazzi ebrei dalle scuole pubbliche, comprese le scuole elementari, «per analogia con la normativa dell'Università», cosa che non accadeva neppure sul territorio metropolitano.
Vietando la massoneria, fece rinchiudere - con l'appoggio dell'ammiraglio Abrial - nei campi di prigionia del sud dell'Algeria e del Marocco, i volontari stranieri della Legione straniera, gli oppositori del regime, veri o presunti, e i rifugiati stranieri senza contratto di lavoro (anche se entrati regolarmente in Francia). Contrariamente alle iniziali previsioni di Weygand, il Regno Unito resisteva vittoriosamente a Hitler. Egli persisteva a pensare, con il maresciallo Pétain, che anche se la Gran Bretagna non stava per essere battuta, fosse comunque incapace di vincere la guerra.
Weygand condivideva il punto di vista di Pétain, che aveva predetto al diplomatico americano Robert Murphy che non c'era “altra via d'uscita possibile”alla guerra che una pace «senza vincitori né vinti». Durante l'estate del 1941, Weygand si rivolse allo stesso diplomatico americano per spingere gli Stati Uniti a usare la loro influenza a livello mondiale per permettere un'uscita pacifica da questa impasse. Weygand fece nascondere alcuni effettivi e armamenti alle Commissioni d'armistizio italiana e tedesca, sforzandosi anche, dopo gli attacchi di Mers-El-Kébir e Dakar, di rafforzare l'esercito francese d'armistizio in Africa, dando il suo appoggio a René Carmille per l'ammodernamento meccanografico degli uffici di reclutamento.
Fece anche passare certe unità coloniali per semplici forze di polizia, e tentò una nuova mobilitazione morale dei francesi, specialmente con la creazione dei «Cantieri della gioventù francese» (creati dal generale de La Porte du Theil), che nello spirito di Vichy, tentavano d'abituare la gioventù a un nuovo ordine morale. Ma quando apprese, in seguito a una delazione, che alcuni ufficiali del suo entourage (il comandante Faye, il comandante Dartois, e il capitano Beauffre) progettavano di sottoporgli un piano di rientro in guerra con un aiuto militare americano, li fece arrestare e li mandò sotto processo, dicendo: «Non è alla mia età che si diventa un ribelle». Tuttavia negoziò con gli americani delle condizioni di approvvigionamento, giungendo a un accordo siglato con Robert Murphy il 26 febbraio 1941.
Con le sue proteste presso il governo di Vichy, fece fallire i protocolli di Parigi del 28 maggio 1941 firmati da Darlan, e specialmente l'attribuzione ai tedeschi delle basi di Biserta e Dakar, così come una collaborazione militare con l'Asse, in caso di aggressione alleata. Da allora, i tedeschi non cesseranno di chiedere il suo siluramento, sebbene il 4º Ufficio della sua Delegazione generale avesse consegnato all'Afrika Korps di Rommel 1.200 camion francesi e altri veicoli facenti parte delle scorte dell'esercito francese (contratto Dankworth del 1941), così come un certo numero di pezzi d'artiglieria pesante, compresi 1.000 proietti per ogni pezzo.
Nell'ottobre 1941, poco dopo la campagna di Siria in seguito alla quale un quinto degli effettivi passarono alla Francia Libera, impose ai soldati dell'armata d'Africa di prestare giuramento al maresciallo Pétain. Le pressioni di Hitler sul governo di Vichy per ottenere l'esonero dai suoi incarichi in Africa, sfociarono infine nel suo richiamo in Francia nel novembre 1941. Nel novembre 1942, dopo l'invasione Alleata dell'Africa del Nord e l'occupazione totale della Francia, Weygand venne preso prigioniero dai tedeschi, e posto agli arresti in Germania, nel castello d'Itter, dipendente amministrativamente dal campo di Dachau. Vi ritrovò Paul Reynaud, Édouard Daladier e Maurice Gamelin, con i quali avrà rapporti tesi.
Nel maggio 1945 i prigionieri vennero liberati da americani e antinazisti austro-tedeschi e condotti al quartier generale della 1ª armata francese, dal generale de Lattre, che pur accogliendoli, ricevette l'ordine di arrestare le personalità che avevano fatto parte del governo di Vichy, ordine riguardante Weygand e Jean Borotra. Ricondotto in patria, Weygand venne dapprima internato come sospetto di collaborazione nel carcere di Val-de-Grâce, ma liberato nel maggio 1946, venne scagionato da ogni responsabilità nel 1948, beneficiando d'un non luogo a procedere su tutti i capi d'imputazione emessi dall'Alta Corte di Giustizia francese.

### Ultimi anni e morte
Fino alla sua morte, si batté per ottenere la riabilitazione del maresciallo Pétain e della sua memoria. Quando nel 1965 morì, era il decano d'elezione dell'Académie française. Il generale de Gaulle rifiutò lo svolgimento in suo onore di una cerimonia solenne agli Invalides, anche se la legge del 27 marzo 1929 prevedeva che i marescialli di Francia e i generali che avevano avuto il comando in capo, il comando d'un gruppo d'armate o d'un'armata durante la guerra del 1914 potessero essere sepolti agli Invalides.

## Scritti
- Le Maréchal Foch : 1929.
- Turenne. Parigi: Flammarion, 1930.
- Le 11 novembre : 1932
- Histoire militaire de Méhémet-Ali et de ses fils, 2 vol. : 1936
- Comment élever nos fils : 1937
- Histoire de l'armée française. Parigi: Flammarion, 1938.
- La France est-elle défendue ? : 1937
- Foch : 1947
- Le général Frère : 1949
- Mémoires, 1950-1957, Flammarion, 598 p.
  - T.1: Idéal vécu
  - T.2: Mirages et réalités
  - T.3: Rappelé au service
- Forces de la France : 1951
- Et que vive la France ! : 1953
- En lisant les mémoires du Général de Gaulle, 1955, Ed Flammarion, 234 p.
- L'Arc de Triomphe de l'Étoile : 1960
- Histoire de l'armée française, 1961, Ed Flammarion, 493 p.
- L'Armée à l'Académie : 1962
- L'oncle chinois, incompiuto: 1962
- Lettres inédites relatives aux testaments de Leurs Majestés le roi Louis XVI et la reine Marie-Antoinette : 1965
- L'œuvre de Syrie des Sœurs de Saint Joseph de l'Apparition, prefazione del generale Weygand e prologo di Louis Marin, Autore: Luce Camuzet, Ed. Nation, 1931

### Biografie
- Jacques Weygand, Weygand, mon père
- Bernard Destremau, Weygand, Parigi, Perrin, 1989 (prefazione di Jean Guitton), e diverse edizioni successive.
- Guy Raïssac, Un soldat dans la tourmente, ed. Albin Michel, Parigi, 1963.

### Guerra sovietico-polacca
- Edgar Vincent d'Abernon, La dix-huitième bataille décisive du monde: Varsavia, 1920, Pression de Hyperion, 1977, ISBN 0-88355-429-1.
- Piotr Wandycz, Le Général Weygand et la bataille de Varsovie, Journal d'Affaires de l'Europe centrale, 1960
- Davies Normand, Aigle Blanc, Étoile Rouge: la guerre polono-soviétique, 1919-20, Pimlico, 2003, ISBN 0-7126-0694-7.

### Weygand durante la seconda guerra mondiale
- Jean-Pierre Azéma et François Bédarida, Vichy et les Français, Parigi, Fayard, 1996.[1]
- Yves Maxime Danan, La Vie politique à Alger, de 1940 à 1944, Librairie générale de Droit et de Jurisprudence, Parigi, 1963.
- François-Georges Dreyfus, Histoire de Vichy.
- William Langer, Le jeu américain à Vichy, Plon, Parigi 1948.
- Général Albert Merglen, Novembre 1942: L'année de la Honte, L'Harmattan, Parigi 1993.
- Georges Hirtz, Weygand, Années 1940-1965, Georges Hirtz, 2003.
- Robert Jackson, Dunkerque, Oscar Storia n.528, Mondadori, Milano, 2010.
- Henri Michel, Vichy, année 40, Robert Laffont, Parigi, 1967.
- Robert O. Paxton, L'Armée de Vichy, ed. Tallandier, 2004..
- Alan Shepperd, La guerra lampo in Francia, Osprey Publishing Ltd, 1990.